# 法夫
法夫（英語：Fife，/faɪf/，fiːvə）是苏格兰的一个议会区、郡、注册县以及中尉区。位于泰灣和福斯湾之间，与珀斯-金罗斯（即历史上的珀斯郡和金罗斯郡）以及克拉克曼南郡的内陆边界接壤。根据当地流传的历史文献，人们普遍认为法夫曾是皮克特人所创立的王国，被称为法布。不过在苏格兰境内仍然被普遍称为“Kingdom of Fife”（法夫王国），而来自法夫的人则称之为法夫。在古代的文献当中，此地区偶尔被盎格鲁化稱為“Fifeshire”（法夫郡）。
法夫是蘇格蘭人口当中排名第三位的地区，境内的常住人口略低于367,000人，其中约三分之一以上居住于该地区的鄧弗姆林、柯科迪还有格倫羅西斯三个主要城镇。
历史悠久的城镇圣安德鲁斯就位于法夫郡东北部的海岸，此地区因圣安德鲁斯大学而得名。圣安德鲁斯大学是苏格兰最古老的大学以及世界最古老的大学之一。从15世纪开始，这里就是法夫郡的大都市。自10世纪以来，此地区圣安德鲁斯大主教区的聖安德魯主教座堂一直是苏格兰最富盛名的主教堂。此外，圣安德鲁斯也有高尔夫之乡的美誉。

## 历史

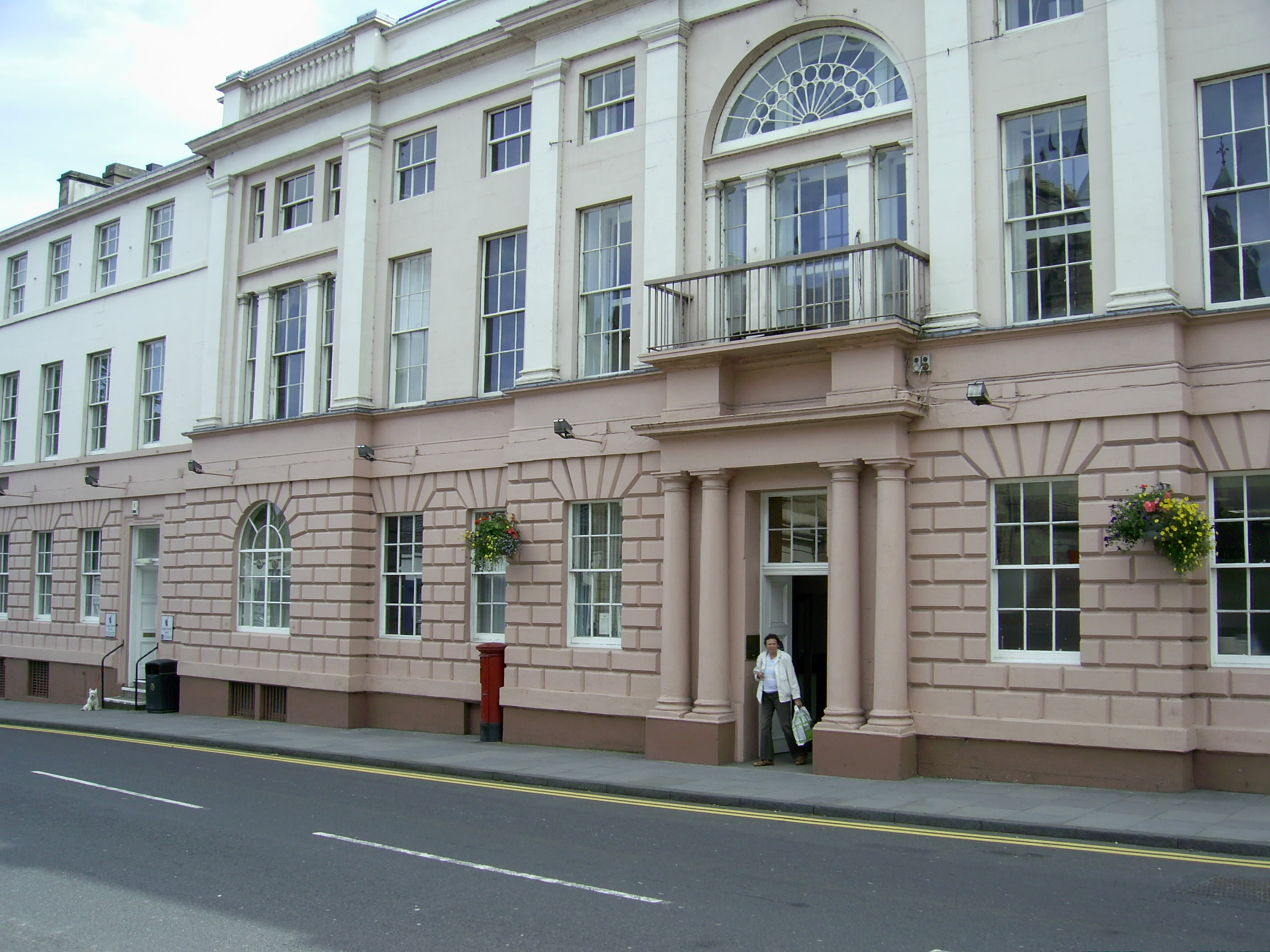
位于库珀的乡镇建筑曾为法夫郡议会的总部

法夫郡的北面为泰灣，南面为福斯湾。是一座天然形成的半岛。根据博普尔顿手稿记载的皮克特人国王中提及要将皮克特王国划分为七个省份（子王国），其中一个就是法夫。尽管现在被认为此手稿是中世纪所产生的文献。目前已知最早提及“法夫王国”这一称谓是源于被法夫伯爵准许的皇家特权。不过“王国”这一称谓亦可能源于温通的安德鲁对此摘录的一种误解。这一名称在公元1150年被记作“Fib”，1165年又被记作“Fif”，这些名称通常与福斯利夫有关。
靠近纽堡的法夫郡的克拉查德·克雷格山谷在公元六至八世纪之间被皮克特人占领并成为其的一个重要据点。
自从国王马尔科姆三世统治时期开始，法夫便成为一个重要的王室及政治中心，因为当时蘇格蘭的政治中心逐渐开始向南偏移，同时开始逐渐远离他们在斯克恩周围的政治据点。马尔科姆三世主要在鄧弗姆林居住，他的妻子蘇格蘭的聖瑪格麗特是鄧弗姆林修道院的主要捐助者。后来，此修道院取代了愛奧那島成为了苏格兰王室精英最后的安息之地。罗伯特一世亦是埋葬于此地的人之一。
直至15世纪，法夫伯爵一直被认为是苏格兰王国的重要贵族，并被保留了为国家君主加冕的权利，此举亦反映了法夫伯爵在该地区的威望。
后来，一座新的王宫在福克兰地区建成。此王宫曾作为麦克达夫氏族的政治据点，并且被斯图亚特王朝的历代君主所使用，因为他们认为法夫是一个非常适合狩猎的地方。
苏格兰国王詹姆士六世及一世曾使用中世纪苏格兰语描述法夫是“乞丐的幔子上挂着高帽的地区”此地拥有如同黄金一般的海岸以及小港口，有繁多的渔船与低地国家进行贸易，包括羊毛、麻布、煤以及食盐均是他们的交易对象。用当地煤炭加热的盐罐曾是法夫海岸历史上的一大特色。在法夫的许多古老建筑上看到的样式独特的红色粘土瓦片是作为贸易船的压舱物运送至法夫港口的，此瓦片亦取代了以前的茅草屋顶。
1598年，苏格兰国王詹姆士六世雇佣了11个日后被称之为“法夫冒险者”的人，并要求他们对刘易斯岛进行殖民。随后，他们开始对此地进行“殖民地化”以及“去本土化”进程，这一行动一直持续至1609年。在当时殖民者受到了当地居民的反对与抗议后，此地区便被麦肯齐部落的氏族长肯尼思·麦肯齐购买。
法夫在19世纪成为苏格兰重工業的中心。从12世纪开始，该地区就开始采集煤矿。然而随着维多利亚时期对煤炭需求的增长，法夫的矿坑数量增加了10倍。导致像考登比斯这样的村镇迅速膨胀为城镇，因为有许多人搬迁至法夫附近的矿井居住。福斯橋与泰鐵路橋的开通将法夫、邓迪与爱丁堡相连接，为三个地区的货物运输创造了便利条件。在梅蒂尔、伯恩蒂斯兰与羅塞斯建造了现代化港口。柯克卡迪成为了世界上生产油毡的中心。戰後的法夫见证了苏格兰第二个新市鎮格倫羅西斯的发展。此城镇以一个煤矿为基础，此后吸引了大量的矽谷公司前来发展。同时，法夫郡议会以及法夫郡警察局也将其总部设立在格伦罗西斯。
苏格兰1889年地方政府法案的实施使得苏格兰建立了一个统一的郡议会系统，并重新调整了苏格兰许多郡的边界。随后，法夫郡议会于1890年建立，总部设在库帕凯瑟琳街的县政府大楼。
从1975年至1996年，法夫作为一个地方政府的地区。该地区分为三个区域：即邓弗姆林、柯克卡迪以及东北法夫。1996年，区议会被废除，法夫就此成为了一个單一管理區，被称之为法夫区议会。法夫亦是爱丁堡与苏格兰东南部城市区域的六个地方当局之一。
直到1885年，英国下议院有一个名为法夫的選區。直到1707年聯合法令的实施，法夫选区一直隶属于苏格兰王国议会之下管辖。
法夫郡拥有很多比较知名的建筑物，其中有一些归蘇格蘭國民信託或蘇格蘭文物局进行管理。这些建筑物包括邓弗姆林修道院（苏格兰皇室最终的安息之地）、库尔罗斯的宫殿、柯克卡迪的莱文斯莱格城堡、迪萨特港区、巴尔格尼煤城附近的巴尔格尼城堡、福克兰宫（苏格兰国王的狩猎之地）、皮藤威附近的凯利城堡、塔维特山谷（一座历史悠久的城堡）以及聖安德魯主教座堂。

## 政治

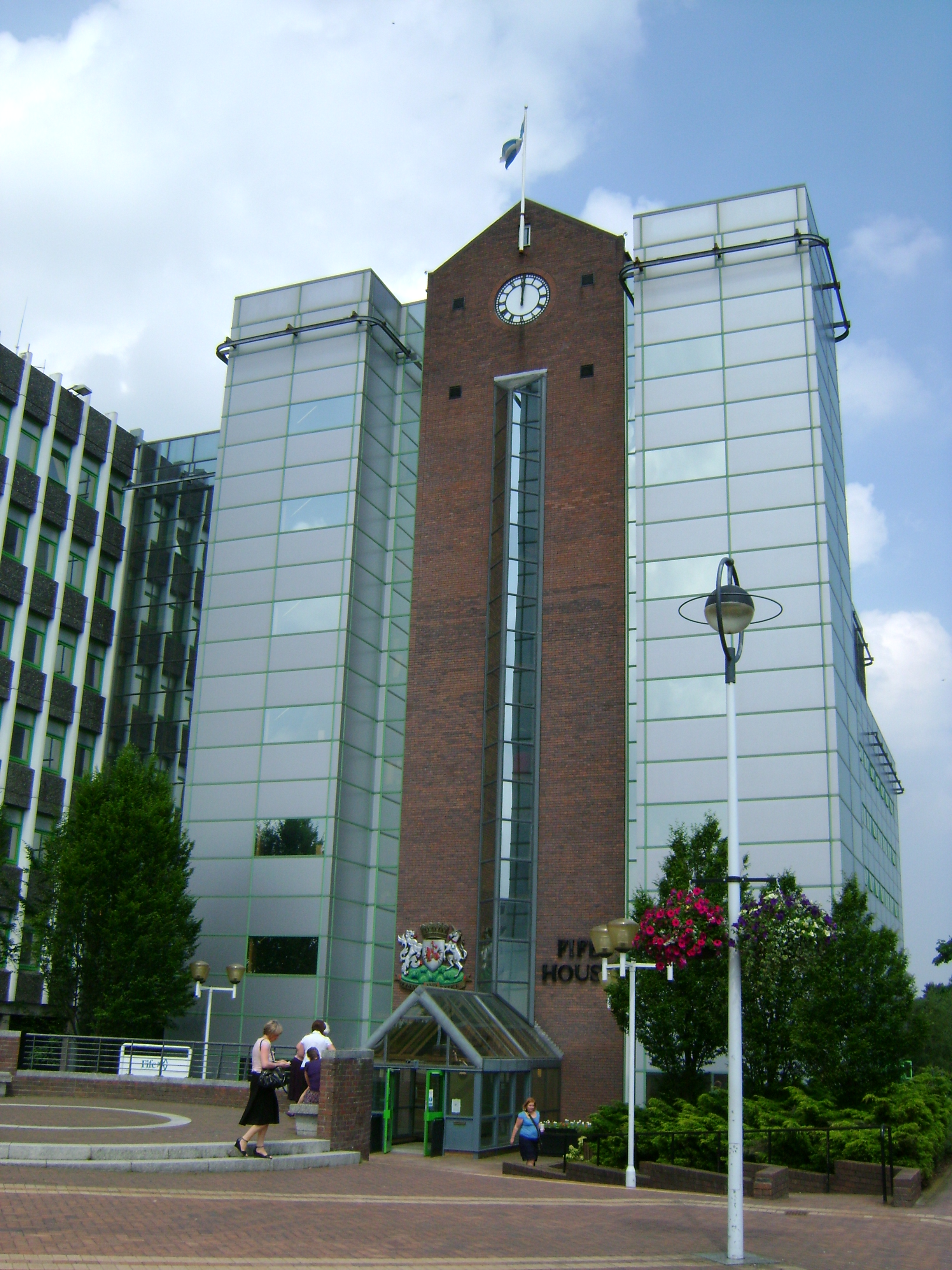
法夫大厦现为法夫议会的所在地

法夫郡拥有五名蘇格蘭議會议员以及四名英国议会议员。在2015年英國大選中，法夫郡所有的议员均为苏格兰民族党党员。在2017年英國大選中，柯科迪和考登畢斯选区重新被工党获得多数席次。并且在同一次选举中，苏格兰民族党在东北法夫选区的席次以2次的略微优势超过了苏格兰自由民主党。苏格兰议会当中考登比斯、邓弗姆林以及中法夫和格伦罗蒂斯三个选区由苏格兰民族党取得多数席次，其余的一个席次由苏格兰自由民主党持有。
法夫议会的行政总部与苏格兰警察局（前身为法夫警察局）的一个部门均设立于格倫羅西斯。上述机构的会议均位于镇中心的法夫大厦（原名格伦罗西斯大厦）举行。此建筑的西厢（西翼）由格伦罗西斯发展集团建造。并作为他们的办公楼，后被用作法夫地区委员会的总部大楼。之前亦被库珀地区委员会所使用。自2012年大选以来，法夫议会主要由工党以最大反对党的身份占据共35个席位，并得到了保守党以及独立议员的支持。亚历克斯·罗威曾担任法夫议会议长，但在当选苏格兰议会议员之后离任。大卫·罗斯于2014年继任议长，苏格兰民族党等其余党派则组建反对党。

## 地理

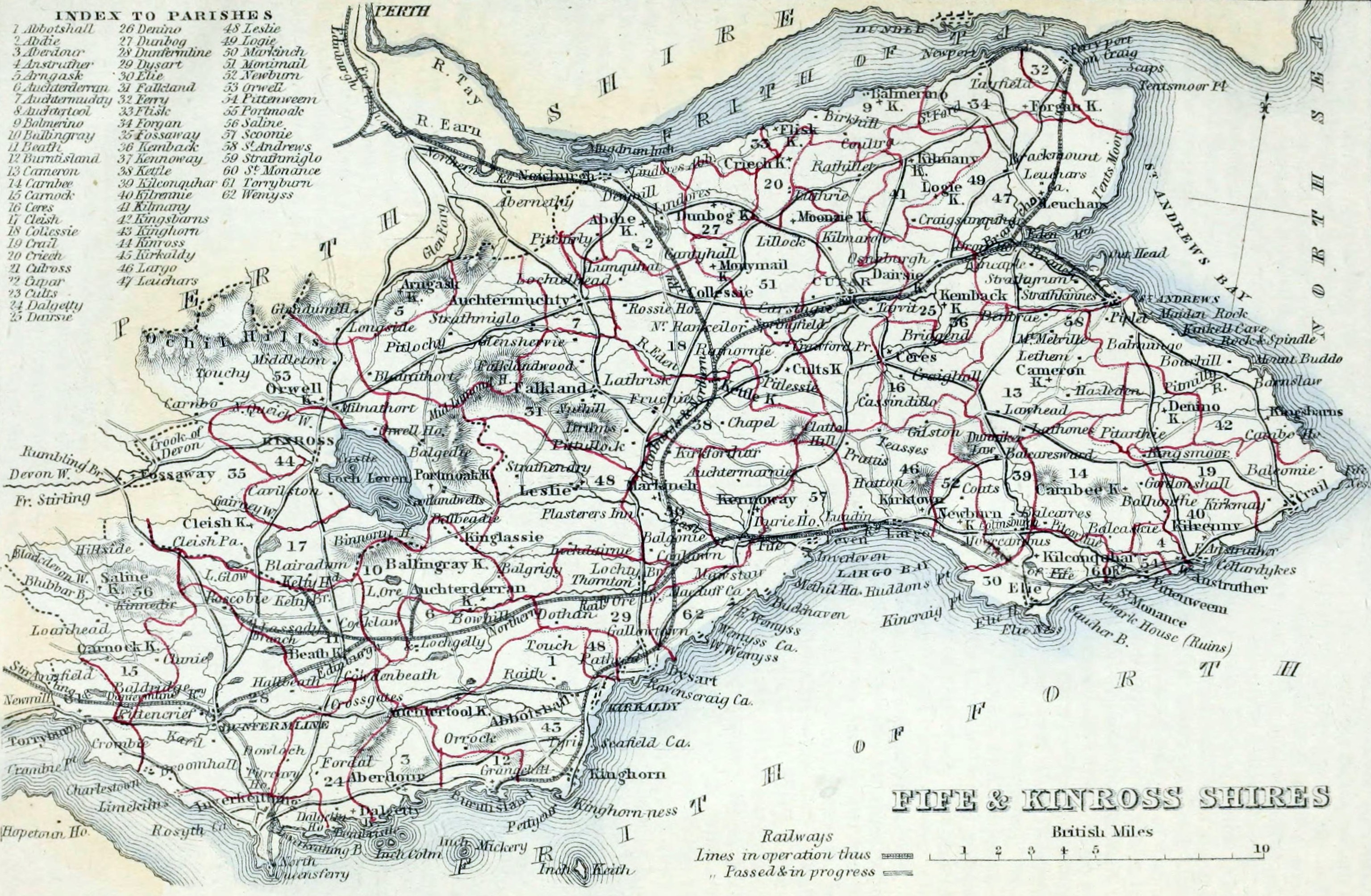
图中红色部分为法夫郡与金罗斯郡民政教区地图

法夫是位于苏格兰地区的一座半岛，北临泰灣，东临北海，南临福斯湾。西面的部分边界被奥克尔山所阻隔。几乎所有进出法夫的陆上交通工具都要经过此地区四座桥当中的一座，南边为福斯公路橋（仅公共交通工具以及自行车）以及昆斯费里大桥，西边为金卡迪恩大桥，北边为泰道路橋，但是向北方向行驶的M90高速公路却是例外。2008年2月11日，泰道路桥以及福斯公路桥正式取消收费。
这里还存在一些火山遗迹。譬如耸立于农田之上的罗蒙山，以及东部的拉格洛火山栓。最高海拔位于522（1,713英尺）高的西罗蒙山上。从伯恩蒂斯兰与羅塞斯的工业码头直至东努克的渔村的海岸处有一些小而精致的港口。譬如安斯特鲁瑟以及皮藤威姆。罗蒙山以北的大部分平原均被伊登河穿过，这里亦被称之为法夫低地。

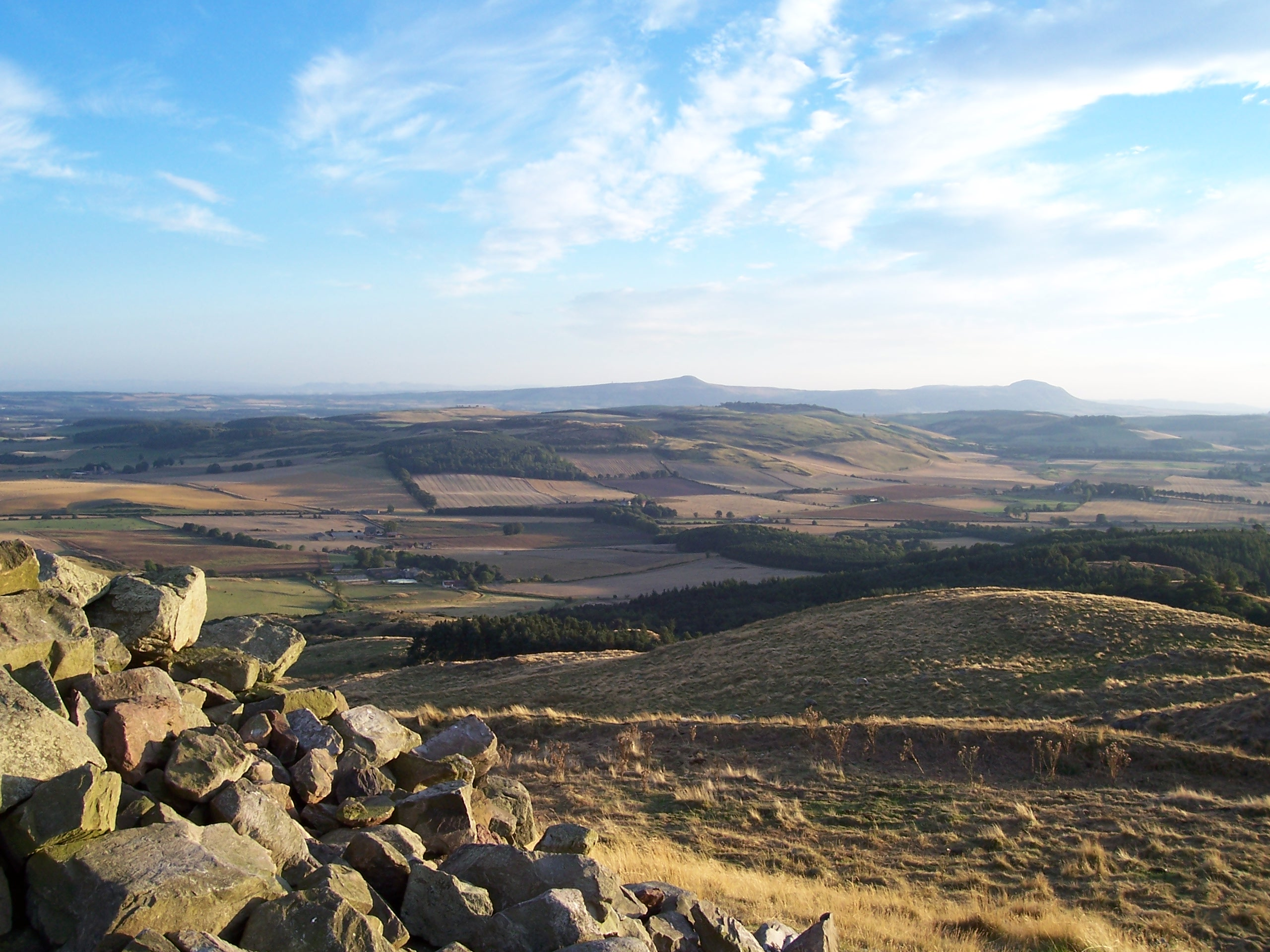
从法夫郡东北部的农田眺望远处的罗蒙山

在罗蒙山以北的平原地区可以看见许多从事农业生产的村庄以及小镇。位于法夫南部与西部地区的鄧弗姆林、格倫羅西斯、柯科迪以及莱文茅斯是人口密集的轻工业地区。羅塞斯则为此地唯一的重工业地区。此外，在海军船坞周围还有位于考登比思郊区的默斯莫兰天然气液体分馏厂。
位于法夫东部地区沿着厄尔斯费里与金斯巴里斯之间的腹地被称之为“东努克”（英語：East Neuk）。围绕避风港的小型定居点，具有荷兰特色的馬頭牆以及阶梯式屋檐使得此地成为了苏格兰二手房以及度假村最集中的地区之一。近年以来，捕鱼船队沿东纽克沿海地区建立的定居点有所减少，大部分捕鱼船队现在从皮滕韦姆和安斯特鲁瑟的港口开始作业，并被用作游艇的码头。
在法夫海岸边有诸如五月島、因奇基斯岛以及因奇科姆岛这样的岛屿，不过在此之前位于谷田以南的普雷斯顿岛在经过填海造地后已不再是一个岛屿。

## 城镇与村庄
在13世纪初期，库珀取代克雷尔成为了法夫的郡治。自1975年以来，格倫羅西斯为此地区的行政中心。法夫的三个主要城镇分别为柯科迪、鄧弗姆林以及格伦罗斯。根据2012年的人口普查数据结果显示，邓弗姆林是法夫人口数量最多的城镇。其次是柯卡迪、圣安德鲁斯（St Andrews）、考登比思（Cowdenbeath）、罗斯（Rosyth）、梅希尔（Methil）以及达尔吉特湾（Dalgety Bay）。
法夫的城镇与村庄分别为：
- 阿伯特绍尔（英语：Abbotshall）
- 阿布迪（英语：Abdie）
- 阿伯杜尔
- 安斯特鲁瑟·韦斯特（英语：Anstruther Wester）
- 奥赫特德兰（英语：Auchterderran）
- 奥赫特穆赫蒂（英语：Auchtermuchty）
- 奥克特托尔（英语：Auchtertool）
- 巴林格瑞（英语：Ballingry）
- 巴尔梅里诺（英语：Balmerino）
- 比斯（英语：Beath）
- 巴克黑文（英语：Buckhaven）
- 伯恩蒂斯兰（英语：Burntisland）
- 卡梅伦（英语：Cameron, Fife）
- 卡恩比（英语：Carnbee, Scotland）
- 卡诺克（英语：Carnock）
- 塞拉迪克（英语：Cellardyke）
- 克瑞斯（英语：Ceres, Fife）
- 柯莱西（英语：Collessie）
- 克雷尔（英语：Crail）
- 克里希（英语：Creich, Fife）
- 十字门（英语：Crossgates, Fife）
- 库罗斯（英语：Culross）
- 库茨（英语：Cults, Fife）
- 库珀
- 达尔瑟（英语：Dairsie）
- 达尔盖蒂
- 敦伯格（英语：Dunbog）
- 邓弗姆林
- 敦诺（英语：Dunino）
- 戴萨特（英语：Dysart, Fife）
- 埃利（英语：Elie）
- 福克兰
- 克雷格轮渡码头（英语：Tayport）
- 弗利斯克（英语：Flisk）
- 福根（英语：Forgan (Fife)）
- 弗里奇（英语：Freuchie）
- 格倫羅西斯
- 因弗基辛（英语：Inverkeithing）
- 科蒂（英语：Kelty）
- 金姆巴克（英语：Kemback）
- 肯威（英语：Kennoway）
- 基尔康库哈尔（英语：Kilconquhar）
- 克里马尼（英语：Kilmany）
- 克里瑞尼（英语：Kilrenny）
- 金霍恩（英语：Kinghorn）
- 金拉西（英语：Kinglassie）
- 金斯巴恩斯（英语：Kingsbarns）
- 金斯凯特（英语：Kingskettle）
- 柯科迪
- 雷迪班克（英语：Ladybank）
- 拉尔格（英语：Largo, Fife）
- 里斯莱（英语：Leslie, Fife）
- 卢查尔（英语：Leuchars）
- 里文（英语：Leven, Fife）
- 洛赫利
- 洛奇（英语：Logie, Fife）
- 伦平南斯（英语：Lumphinnans）
- 马尔金奇（英语：Markinch）
- 梅蒂尔
- 摩尼梅尔（英语：Monimail）
- 蒙齐（英语：Moonzie）
- 纽堡（英语：Newburgh, Fife）
- 纽本（英语：Newburn, Fife）
- 皮特莱西（英语：Pitlessie）
- 皮藤威姆（英语：Pittenweem）
- 羅塞斯
- 萨莱（英语：Saline, Fife）
- 史库尼（英语：Scoonie）
- 圣安德鲁斯
- 圣莫南斯（英语：St Monance）
- 斯特拉斯米格洛（英语：Strathmiglo）
- 桑顿（英语：Thornton, Fife）
- 托里布恩（英语：Torryburn）
- 威尔伍德（英语：Wellwood, Fife）
- 韦麦斯（英语：Wemyss, Fife）
- 沃米特（英语：Wormit）

## 文化

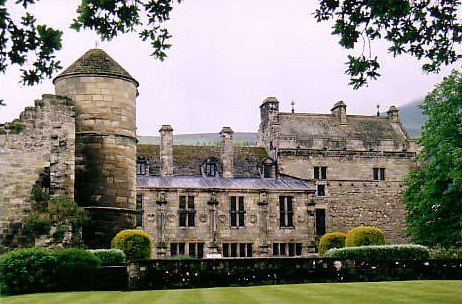
福克蘭宮

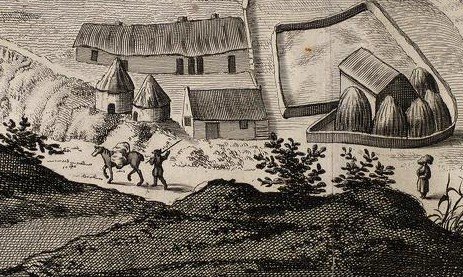
1693年的蘇格蘭低地

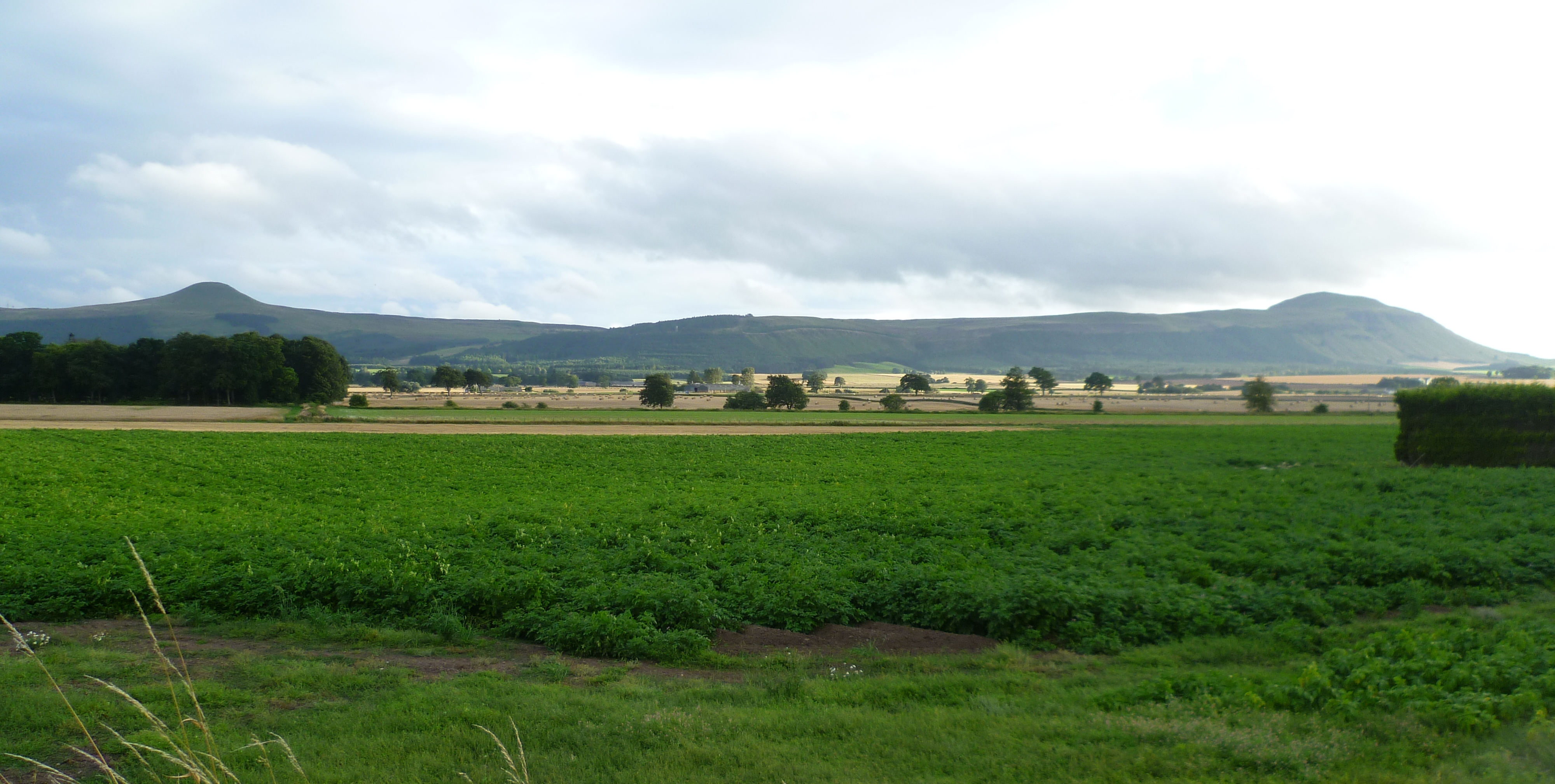
从奥赫特穆赫蒂处看罗蒙山的近景

法夫郡目前拥有4961个登錄建築以及48个保护区。境内的主要文化遗址包括福克蘭宮、凯莉城堡、邓弗姆林宫、聖安德魯斯城堡、库尔罗斯宫以及柯卡尔迪的雷文斯卡尔格城堡。境内还有许多历史悠久的教堂。其中之一的聖安德魯主教座堂是圣安德鲁斯大主教的主教座堂。后又成为蘇格蘭宗教改革的中心。而鄧弗姆林修道院成为了苏格兰王室的最后安息之地。巴尔门诺修道院以及库罗斯修道院均在13世纪被熙笃会建立。而在一个世纪之前的林多雷斯修道院则由蒂罗嫩西亚长老会在纽堡之外建立。这些建筑都是当地重要的宗教场所。
斯坦扎诗歌节、东努克节以及皮藤威姆艺术节均是具有重要意义的传统节日及活动。此外，像库珀艺术节这样知名度较小的节日也会举行。圣安德鲁斯的拜尔剧院以及柯科迪的亚当·斯密剧院亦是此地区很具有关注度的巡演场所。后者亦是经常与法夫歌剧院相提并论的大型歌剧院。拜尔剧院已于2014年球季重新开放。于2012年被纳入管理范畴。

## 名人
- 羅伯特·亞當，建筑师
- 大卫·斯蒂尔（英语：David Steel）, 英国国会议员，前任蘇格蘭議會议长以及自由党党魁
- 伊恩·班克斯，作家
- 蓋·貝瑞曼，酷玩樂團贝斯手
- 詹姆士·W·布拉克，1988年诺贝尔医学奖获得者
- 戈登·布朗，前任英国首相及财务大臣、英国工党领袖以及柯科迪和考登毕斯选区议员
- 斯科特·布朗，蘇格蘭以及凯尔特人足球俱乐部足球运动员
- 安德鲁·卡内基，实业家与慈善家
- 亨利·奇泽姆（英语：Henry Chisholm），钢铁公司高管
- 吉姆·克拉克，两次一级方程式赛车冠军
- 詹姆斯·卡雷普汉（英语：James Clephan），特拉法加海战时期的英国皇家海军中尉
- 史丹佛·佛萊明，工程师。他是最早提出时区一概念的人，同时亦主持修建了殖民地铁路（英语：Intercolonial Railway）以及加拿大太平洋鐵路
- 克里斯·富薩羅，橄榄球选手
- 托马斯·哈迪（英语：Thomas Hardy (minister)），宗教牧师，苏格兰主教大会主持人（英语：Moderator of the General Assembly of the Church of Scotland）以及爱丁堡大学教会史教授
- 亚历山大·亨德森（英语：Alexander Henderson (theologian)），神学家，教会政治家
- 雪莉·亨德森（英语：Shirley Henderson），艺人
- 史蒂芬·亨得利，前斯诺克选手，曾多次夺得世界冠军
- 彼得·霍恩，橄榄球选手
- 黛比·诺克斯，奥运会冰壶金牌获得者
- 华莱士·林赛（英语：Wallace Lindsay），古典学者、古文文学家，圣安德鲁斯大学人类学教授
- 薇兒·麥克德米，作家
- 老湯姆·莫里斯，高尔夫球场管理员（英语：greenskeeper），曾于聖安德魯林克斯四度获得英国高尔夫球公开赛冠军
- 约翰·菲利普（英语：John Philip (missionary)），南非传教士
- 伊恩·藍欽，作家
- 多格雷·斯科特，演员
- 亚历山大·塞尔科克，海员以及鲁滨逊漂流记的创作灵感
- 亚当·斯密，经济学家
- 乔丹·史密斯（英语：Jordan Smith (actor)），演员
- 玛丽·费尔法克斯·萨默维尔，科学作家（英语：Scientific writing）
- 凯瑟琳·斯蒂尔（英语：Catherine Steele），植物生物化学家
- 伊恩·史都華，滚石乐队的创立者之一
- 约翰·斯特拉瑟斯（英语：John Struthers (anatomist)），阿伯丁大学解剖学系第一位执教教授（英语：Regius Professor）
- 約翰·麥克道爾·斯圖爾特，澳大利亚内陆地区探险家
- 麦克拉·塔布，克鲁斯堡球场的第一位斯诺克女裁判
- 凱蒂·彤絲朵，音乐人
- 亚历山大·威尔逊（英语：Alexander Wilson (astronomer)），外科医师
- 詹姆斯·威尔逊，《美国独立宣言》的签署者之一，后被乔治·华盛顿提名为首任美国最高法院大法官
- 道格拉斯·扬（英语：Douglas Young (classicist)），诗人、学者、翻译家以及苏格兰民族党党魁

## 运动
位于法夫郡的圣安德鲁斯有着高尔夫故乡之美誉。亦是R&A的所在地，R&A是除美国以及墨西哥之外全世界管理高尔夫球运动的体育组织。皇家古老高爾夫俱樂部是世界上最古老的高尔夫俱乐部，于2004年正式关闭。
法夫共有五个足球俱乐部参与苏格兰职业足球联赛，它们分别为：考登比斯足球俱樂部、邓弗姆林足球俱乐部、東法夫足球會 (总部位于梅希尔)、凯尔蒂红心以及拉夫流浪足球會（总部位于柯克卡迪）。共15个足球俱乐部参与苏格兰东部足球联赛，只有一个俱乐部参与苏格兰东部青少年足球联赛。
法夫飞人（总部位于柯克卡迪）是英国最古老的冰球俱乐部，并参与精英冰球联赛。
法夫亦共有五个橄欖球俱乐部，其中法夫的豪尔（总部位于库珀）以及柯克卡迪两个俱乐部为苏格兰橄榄球联盟的成员。而邓弗姆林、罗西斯鲨鱼、格伦罗西斯、马德拉斯学院、维德学院（总部位于安德斯拉瑟）则参与喀里多尼亚地区联赛。圣安德鲁斯大学橄榄球俱乐部是法夫地区最古老的橄榄球俱乐部，现为英国大学及学院体育联赛系统的一员。
王国袋鼠是目前法夫唯一的澳式足球俱乐部，训练基地位于羅塞斯以及柯科迪。
阿伯杜尔辛蒂俱乐部是法夫的一个簡化曲棍球俱乐部，其中包括两支男子俱乐部、两支女子俱乐部以及多个青年俱乐部。